# Ramón Alvarado
Ramón Alvarado Veloso (Coronel, 1926- 2023), conocido como Huaso Alvarado, fue un cultor de cueca porteña chileno.

## Biografía
Ramón Alvarado es originario de Lota. Fue minero, parte de la Marina chilena y boxeador.
Como boxeador fue conocido como Puño Mortífero por la Revista Estadio, donde apareció en reiteradas ocasiones.